# American Le Mans Series 2013
Navigation
Édition précédente
L'American Le Mans Series 2013 est la quinzième et dernière saison de ce championnat.

## Repères de débuts de saison
Après l'annonce du rapprochement des championnats Rolex Sports Car Series et American Le Mans Series, la saison 2013 est une saison de préparation et d'harmonisation des règlements afin d'aboutir à un championnat commun en 2014.

## Engagés
| Équipe                          | Voiture                   | No. | Pilote                   | Cat. | Manches   |
| ------------------------------- | ------------------------- | --- | ------------------------ | ---- | --------- |
| DeltaWing Racing Cars           | DeltaWing Élan/Mazda      | 0   | Andy Meyrick             | LMP1 | 1, 3–6    |
| DeltaWing Racing Cars           | DeltaWing Élan/Mazda      | 0   | Katherine Legge          | LMP1 | 3–6       |
| DeltaWing Racing Cars           | DeltaWing Élan/Mazda      | 0   | Olivier Pla              | LMP1 | 1         |
| Audi Sport Team Joest           | Audi R18 e-tron quattro   | 1   | Marcel Fässler           | LMP1 | 1         |
| Audi Sport Team Joest           | Audi R18 e-tron quattro   | 1   | Benoît Tréluyer          | LMP1 | 1         |
| Audi Sport Team Joest           | Audi R18 e-tron quattro   | 1   | Oliver Jarvis            | LMP1 | 1         |
| Audi Sport Team Joest           | Audi R18 e-tron quattro   | 2   | Lucas di Grassi          | LMP1 | 1         |
| Audi Sport Team Joest           | Audi R18 e-tron quattro   | 2   | Tom Kristensen           | LMP1 | 1         |
| Audi Sport Team Joest           | Audi R18 e-tron quattro   | 2   | Allan McNish             | LMP1 | 1         |
| Corvette Racing                 | Chevrolet Corvette C6.R   | 3   | Jan Magnussen            | GT   | 1–7       |
| Corvette Racing                 | Chevrolet Corvette C6.R   | 3   | Antonio García           | GT   | 1–7       |
| Corvette Racing                 | Chevrolet Corvette C6.R   | 3   | Jordan Taylor            | GT   | 1         |
| Corvette Racing                 | Chevrolet Corvette C6.R   | 4   | Oliver Gavin             | GT   | 1–7       |
| Corvette Racing                 | Chevrolet Corvette C6.R   | 4   | Tommy Milner             | GT   | 1–7       |
| Corvette Racing                 | Chevrolet Corvette C6.R   | 4   | Richard Westbrook        | GT   | 1         |
| Muscle Milk Pickett Racing      | HPD ARX-03c               | 6   | Klaus Graf               | LMP1 | 1–7       |
| Muscle Milk Pickett Racing      | HPD ARX-03c               | 6   | Lucas Luhr               | LMP1 | 1–7       |
| Muscle Milk Pickett Racing      | HPD ARX-03c               | 6   | Romain Dumas             | LMP1 | 1         |
| BAR1 Motorsports                | Oreca FLM09 Chevrolet     | 7   | Tomy Drissi              | LMPC | 1–5, 7    |
| BAR1 Motorsports                | Oreca FLM09 Chevrolet     | 7   | Rusty Mitchell           | LMPC | 1–7       |
| BAR1 Motorsports                | Oreca FLM09 Chevrolet     | 7   | Chapman Ducote           | LMPC | 1         |
| BAR1 Motorsports                | Oreca FLM09 Chevrolet     | 7   | James French             | LMPC | 6         |
| BAR1 Motorsports                | Oreca FLM09 Chevrolet     | 8   | Kyle Marcelli            | LMPC | 1–7       |
| BAR1 Motorsports                | Oreca FLM09 Chevrolet     | 8   | Chris Cumming            | LMPC | 1–7       |
| BAR1 Motorsports                | Oreca FLM09 Chevrolet     | 8   | Stefan Johansson         | LMPC | 1         |
| RSR Racing                      | Oreca FLM09 Chevrolet     | 9   | Bruno Junqueira          | LMPC | 1–7       |
| RSR Racing                      | Oreca FLM09 Chevrolet     | 9   | Duncan Ende              | LMPC | 1–6       |
| RSR Racing                      | Oreca FLM09 Chevrolet     | 9   | Alex Popow               | LMPC | 1, 7      |
| Dempsey Racing/Del Piero        | Porsche 997 GT3 Cup       | 10  | Michael Avenatti         | GTC  | 1–3       |
| Dempsey Racing/Del Piero        | Porsche 997 GT3 Cup       | 10  | Andrew Davis             | GTC  | 1, 3      |
| Dempsey Racing/Del Piero        | Porsche 997 GT3 Cup       | 10  | Bob Faieta               | GTC  | 1–2       |
| Dempsey Racing/Del Piero        | Porsche 997 GT3 Cup       | 27  | Patrick Dempsey          | GTC  | 1–7       |
| Dempsey Racing/Del Piero        | Porsche 997 GT3 Cup       | 27  | Andy Lally               | GTC  | 1, 3–7    |
| Dempsey Racing/Del Piero        | Porsche 997 GT3 Cup       | 27  | Joe Foster (pl)          | GTC  | 1–2       |
| JDX Racing                      | Porsche 997 GT3 Cup       | 11  | Mike Hedlund             | GTC  | 1–7       |
| JDX Racing                      | Porsche 997 GT3 Cup       | 11  | Jan Heylen               | GTC  | 1–7       |
| JDX Racing                      | Porsche 997 GT3 Cup       | 11  | Jon Fogarty              | GTC  | 1         |
| Rebellion Racing                | Lola B12/60 Toyota        | 12  | Nick Heidfeld            | LMP1 | 1–3       |
| Rebellion Racing                | Lola B12/60 Toyota        | 12  | Neel Jani                | LMP1 | 1–3       |
| Rebellion Racing                | Lola B12/60 Toyota        | 12  | Nicolas Prost            | LMP1 | 1         |
| Rebellion Racing                | Lola B12/60 Toyota        | 13  | Mathias Beche            | LMP1 | 1         |
| Rebellion Racing                | Lola B12/60 Toyota        | 13  | Congfu Cheng             | LMP1 | 1         |
| Rebellion Racing                | Lola B12/60 Toyota        | 13  | Andrea Belicchi          | LMP1 | 1         |
| Dyson Racing Team               | Lola B12/60 Mazda         | 16  | Chris Dyson              | LMP1 | 1–4, 7    |
| Dyson Racing Team               | Lola B12/60 Mazda         | 16  | Guy Smith                | LMP1 | 1–4, 7    |
| Dyson Racing Team               | Lola B12/60 Mazda         | 16  | Butch Leitzinger         | LMP1 | 1         |
| Dyson Racing Team               | Lola B12/60 Mazda         | 16  | Tony Burgess             | LMP1 | 5–6       |
| Dyson Racing Team               | Lola B12/60 Mazda         | 16  | Chris McMurry            | LMP1 | 5–6       |
| Team Falken Tire                | Porsche 911 GT3 RSR (997) | 17  | Wolf Henzler             | GT   | 1–7       |
| Team Falken Tire                | Porsche 911 GT3 RSR (997) | 17  | Bryan Sellers            | GT   | 1–7       |
| Team Falken Tire                | Porsche 911 GT3 RSR (997) | 17  | Nick Tandy               | GT   | 1         |
| Performance Tech Motorsports    | Oreca FLM09 Chevrolet     | 18  | Tristan Nunez            | LMPC | 1–7       |
| Performance Tech Motorsports    | Oreca FLM09 Chevrolet     | 18  | Charlie Shears           | LMPC | 1–3, 5–7  |
| Performance Tech Motorsports    | Oreca FLM09 Chevrolet     | 18  | David Heinemeier Hansson | LMPC | 1         |
| Performance Tech Motorsports    | Oreca FLM09 Chevrolet     | 18  | Ryan Booth               | LMPC | 4         |
| Alex Job Racing                 | Porsche 997 GT3 Cup       | 22  | Cooper MacNeil           | GTC  | 1–7       |
| Alex Job Racing                 | Porsche 997 GT3 Cup       | 22  | Jeroen Bleekemolen       | GTC  | 1–7       |
| Alex Job Racing                 | Porsche 997 GT3 Cup       | 22  | Dion von Moltke          | GTC  | 1         |
| Team West/AJR/Boardwalk Ferrari | Ferrari 458 Italia GT2    | 23  | Townsend Bell            | GT   | 1–7       |
| Team West/AJR/Boardwalk Ferrari | Ferrari 458 Italia GT2    | 23  | Bill Sweedler            | GT   | 1–4, 7    |
| Team West/AJR/Boardwalk Ferrari | Ferrari 458 Italia GT2    | 23  | Leh Keen                 | GT   | 1, 5–6    |
| NGT Motorsport                  | Porsche 997 GT3 Cup       | 30  | Henrique Cisneros        | GTC  | 1–7       |
| NGT Motorsport                  | Porsche 997 GT3 Cup       | 30  | Sean Edwards             | GTC  | 1–2, 5–7  |
| NGT Motorsport                  | Porsche 997 GT3 Cup       | 30  | Marco Seefried           | GTC  | 1         |
| NGT Motorsport                  | Porsche 997 GT3 Cup       | 30  | Nick Tandy               | GTC  | 3         |
| NGT Motorsport                  | Porsche 997 GT3 Cup       | 30  | Nicolas Armindo          | GTC  | 4         |
| NGT Motorsport                  | Porsche 997 GT3 Cup       | 31  | Carlos Gómez             | GTC  | 1         |
| NGT Motorsport                  | Porsche 997 GT3 Cup       | 31  | Mario Farnbacher         | GTC  | 1         |
| NGT Motorsport                  | Porsche 997 GT3 Cup       | 31  | Kuba Giermaziak          | GTC  | 1         |
| Greaves Motorsport              | Zytek Z11SN Nissan        | 41  | Tom Kimber-Smith         | LMP2 | 1         |
| Greaves Motorsport              | Zytek Z11SN Nissan        | 41  | Christian Zugel          | LMP2 | 1         |
| Greaves Motorsport              | Zytek Z11SN Nissan        | 41  | Eric Lux                 | LMP2 | 1         |
| Flying Lizard Motorsports       | Porsche 997 GT3 Cup       | 44  | Dion von Moltke          | GTC  | 2–7       |
| Flying Lizard Motorsports       | Porsche 997 GT3 Cup       | 44  | Seth Neiman              | GTC  | 4–7       |
| Flying Lizard Motorsports       | Porsche 997 GT3 Cup       | 44  | Pierre Ehret             | GTC  | 1, 3      |
| Flying Lizard Motorsports       | Porsche 997 GT3 Cup       | 44  | Alexandre Imperatori     | GTC  | 1         |
| Flying Lizard Motorsports       | Porsche 997 GT3 Cup       | 44  | Brett Sandberg           | GTC  | 1         |
| Flying Lizard Motorsports       | Porsche 997 GT3 Cup       | 44  | Brian Wong               | GTC  | 2         |
| Flying Lizard Motorsports       | Porsche 997 GT3 Cup       | 45  | Nelson Canache Jr.       | GTC  | 1–7       |
| Flying Lizard Motorsports       | Porsche 997 GT3 Cup       | 45  | Spencer Pumpelly         | GTC  | 1–7       |
| Flying Lizard Motorsports       | Porsche 997 GT3 Cup       | 45  | Seth Neiman              | GTC  | 3         |
| Flying Lizard Motorsports       | Porsche 997 GT3 Cup       | 45  | Brian Wong               | GTC  | 1         |
| Paul Miller Racing              | Porsche 911 GT3 RSR (997) | 48  | Bryce Miller             | GT   | 1–7       |
| Paul Miller Racing              | Porsche 911 GT3 RSR (997) | 48  | Marco Holzer             | GT   | 1–7       |
| Paul Miller Racing              | Porsche 911 GT3 RSR (997) | 48  | Richard Lietz            | GT   | 1         |
| PR1/Mathiasen Motorsports       | Oreca FLM09 Chevrolet     | 52  | Mike Guasch              | LMPC | 1–7       |
| PR1/Mathiasen Motorsports       | Oreca FLM09 Chevrolet     | 52  | David Cheng              | LMPC | 1, 4–6    |
| PR1/Mathiasen Motorsports       | Oreca FLM09 Chevrolet     | 52  | Luis Díaz                | LMPC | 2–3       |
| PR1/Mathiasen Motorsports       | Oreca FLM09 Chevrolet     | 52  | David Ostella            | LMPC | 1         |
| PR1/Mathiasen Motorsports       | Oreca FLM09 Chevrolet     | 52  | Dane Cameron             | LMPC | 5, 7      |
| BMW Team RLL                    | BMW Z4 GTE                | 55  | Bill Auberlen            | GT   | 1–7       |
| BMW Team RLL                    | BMW Z4 GTE                | 55  | Maxime Martin            | GT   | 1–7       |
| BMW Team RLL                    | BMW Z4 GTE                | 55  | Jörg Müller              | GT   | 1         |
| BMW Team RLL                    | BMW Z4 GTE                | 56  | Dirk Müller              | GT   | 1–7       |
| BMW Team RLL                    | BMW Z4 GTE                | 56  | Joey Hand                | GT   | 1–2, 5, 7 |
| BMW Team RLL                    | BMW Z4 GTE                | 56  | John Edwards             | GT   | 1, 3–4, 6 |
| Risi Competizione               | Ferrari 458 Italia GT2    | 62  | Olivier Beretta          | GT   | 1–4, 6–7  |
| Risi Competizione               | Ferrari 458 Italia GT2    | 62  | Matteo Malucelli         | GT   | 1–4, 6–7  |
| Risi Competizione               | Ferrari 458 Italia GT2    | 62  | Gianmaria Bruni          | GT   | 1         |
| TRG                             | Porsche 997 GT3 Cup       | 66  | Ben Keating              | GTC  | 1–7       |
| TRG                             | Porsche 997 GT3 Cup       | 66  | Damien Faulkner          | GTC  | 1–7       |
| TRG                             | Porsche 997 GT3 Cup       | 66  | Craig Stanton            | GTC  | 1         |
| TRG                             | Porsche 997 GT3 Cup       | 67  | Marc Bunting             | GTC  | 7         |
| TRG                             | Porsche 997 GT3 Cup       | 67  | Norbert Siedler (en)     | GTC  | 7         |
| TRG                             | Porsche 997 GT3 Cup       | 68  | Al Carter                | GTC  | 1, 7      |
| TRG                             | Porsche 997 GT3 Cup       | 68  | Kévin Estre              | GTC  | 1, 7      |
| TRG                             | Porsche 997 GT3 Cup       | 68  | Carlos de Quesada        | GTC  | 1         |
| TRG                             | Porsche 997 GT3 Cup       | 68  | Craig Stanton            | GTC  | 3–4       |
| TRG                             | Porsche 997 GT3 Cup       | 68  | Andrew Novich            | GTC  | 3         |
| TRG                             | Porsche 997 GT3 Cup       | 68  | David Ostella            | GTC  | 4         |
| TRG                             | Porsche 997 GT3 Cup       | 68  | Alex Popow               | GTC  | 5         |
| TRG                             | Porsche 997 GT3 Cup       | 68  | Ryan Dalziel             | GTC  | 5         |
| TRG                             | Porsche 997 GT3 Cup       | 68  | Jeff Courtney            | GTC  | 6         |
| TRG                             | Porsche 997 GT3 Cup       | 68  | Madison Snow             | GTC  | 6         |
| DragonSpeed Mishumotors         | Oreca FLM09 Chevrolet     | 81  | Mirco Schultis           | LMPC | 1, 3–6    |
| DragonSpeed Mishumotors         | Oreca FLM09 Chevrolet     | 81  | Renger van der Zande     | LMPC | 3–6       |
| DragonSpeed Mishumotors         | Oreca FLM09 Chevrolet     | 81  | Patrick Simon            | LMPC | 1         |
| DragonSpeed Mishumotors         | Oreca FLM09 Chevrolet     | 81  | Pierre Kaffer            | LMPC | 1         |
| SRT Motorsports                 | Dodge Viper SRT GTS-R     | 91  | Dominik Farnbacher       | GT   | 1–7       |
| SRT Motorsports                 | Dodge Viper SRT GTS-R     | 91  | Marc Goossens            | GT   | 1–7       |
| SRT Motorsports                 | Dodge Viper SRT GTS-R     | 91  | Ryan Dalziel             | GT   | 1         |
| SRT Motorsports                 | Dodge Viper SRT GTS-R     | 93  | Kuno Wittmer             | GT   | 1–7       |
| SRT Motorsports                 | Dodge Viper SRT GTS-R     | 93  | Jonathan Bomarito        | GT   | 1–7       |
| SRT Motorsports                 | Dodge Viper SRT GTS-R     | 93  | Tommy Kendall            | GT   | 1         |
| Aston Martin Racing             | Aston Martin Vantage GTE  | 97  | Darren Turner            | GT   | 1         |
| Aston Martin Racing             | Aston Martin Vantage GTE  | 97  | Stefan Mücke             | GT   | 1         |
| Aston Martin Racing             | Aston Martin Vantage GTE  | 97  | Bruno Senna              | GT   | 1         |
| Aston Martin Racing             | Aston Martin Vantage GTE  | 007 | Paul Dalla Lana          | GT   | 1         |
| Aston Martin Racing             | Aston Martin Vantage GTE  | 007 | Billy Johnson            | GT   | 1         |
| Aston Martin Racing             | Aston Martin Vantage GTE  | 007 | Pedro Lamy               | GT   | 1         |
| Competition Motorsports         | Porsche 997 GT3 Cup       | 99  | David Calvert-Jones      | GTC  | 1–2       |
| Competition Motorsports         | Porsche 997 GT3 Cup       | 99  | Ted Ballou               | GTC  | 2–3       |
| Competition Motorsports         | Porsche 997 GT3 Cup       | 99  | Sascha Maassen           | GTC  | 1         |
| Competition Motorsports         | Porsche 997 GT3 Cup       | 99  | Lawson Aschenbach        | GTC  | 1         |
| Competition Motorsports         | Porsche 997 GT3 Cup       | 99  | Cort Wagner              | GTC  | 3         |
| Level 5 Motorsports             | HPD ARX-03b               | 551 | Scott Tucker             | LMP2 | 1–7       |
| Level 5 Motorsports             | HPD ARX-03b               | 551 | Marino Franchitti        | LMP2 | 1, 3, 5   |
| Level 5 Motorsports             | HPD ARX-03b               | 551 | Ryan Briscoe             | LMP2 | 1–2, 4, 7 |
| Level 5 Motorsports             | HPD ARX-03b               | 551 | Simon Pagenaud           | LMP2 | 6         |
| Level 5 Motorsports             | HPD ARX-03b               | 552 | Scott Tucker             | LMP2 | 1–7       |
| Level 5 Motorsports             | HPD ARX-03b               | 552 | Marino Franchitti        | LMP2 | 2, 4, 6–7 |
| Level 5 Motorsports             | HPD ARX-03b               | 552 | Ryan Briscoe             | LMP2 | 3         |
| Level 5 Motorsports             | HPD ARX-03b               | 552 | Ryan Hunter-Reay         | LMP2 | 1         |
| Level 5 Motorsports             | HPD ARX-03b               | 552 | Simon Pagenaud           | LMP2 | 1         |
| Level 5 Motorsports             | HPD ARX-03b               | 552 | Mike Conway              | LMP2 | 5         |
| Level 5 Motorsports             | HPD ARX-03b               | 552 | Ricardo González         | LMP2 | 6         |
| Level 5 Motorsports             | HPD ARX-03b               | 552 | Guy Cosmo                | LMP2 | 7         |
| Extreme Speed Motorsports       | HPD ARX-03b               | 01  | Scott Sharp              | LMP2 | 1–7       |
| Extreme Speed Motorsports       | HPD ARX-03b               | 01  | Guy Cosmo                | LMP2 | 1–6       |
| Extreme Speed Motorsports       | HPD ARX-03b               | 01  | David Brabham            | LMP2 | 1         |
| Extreme Speed Motorsports       | HPD ARX-03b               | 01  | Anthony Lazzaro          | LMP2 | 7         |
| Extreme Speed Motorsports       | HPD ARX-03b               | 02  | Ed Brown                 | LMP2 | 1–7       |
| Extreme Speed Motorsports       | HPD ARX-03b               | 02  | Johannes van Overbeek    | LMP2 | 1–7       |
| Extreme Speed Motorsports       | HPD ARX-03b               | 02  | Anthony Lazzaro          | LMP2 | 1         |
| CORE Autosport                  | Oreca FLM09 Chevrolet     | 05  | Jonathan Bennett         | LMPC | 1–7       |
| CORE Autosport                  | Oreca FLM09 Chevrolet     | 05  | Colin Braun              | LMPC | 1–7       |
| CORE Autosport                  | Oreca FLM09 Chevrolet     | 05  | Mark Wilkins             | LMPC | 1         |
| CORE Autosport                  | Porsche 911 GT3 RSR (997) | 06  | Patrick Long             | GT   | 3–7       |
| CORE Autosport                  | Porsche 911 GT3 RSR (997) | 06  | Tom Kimber-Smith         | GT   | 3–7       |

| Icône | Catégorie                   |
| ----- | --------------------------- |
| LMP1  | Le Mans Prototype 1         |
| LMP2  | Le Mans Prototype 2         |
| LMPC  | Le Mans Prototype Challenge |
| GT    | Le Mans GT                  |
| GTC   | GT Challenge                |

## Calendrier
La saison 2013 comprend dix courses dont la nouvelle course spectaculaire inaugurée en 2012 et organisée dans les rues de Baltimore. La course de Laguna Seca reste en début de saison mais passe sur une durée de quatre heures. Le nouveau Circuit des Amériques apparaît pour la première fois dans le championnat, la course se tient lors d'un meeting commun avec le Championnat du monde d'endurance FIA 2013.
L'épreuve de Road America est organisée dans un meeting commun avec le Grand-Am et celles de Long Beach et Baltimore accompagne l'IndyCar.
| N° | Date         | Nom de la Course                                           | Circuit                        | Lieu         | Pays                    |
| -- | ------------ | ---------------------------------------------------------- | ------------------------------ | ------------ | ----------------------- |
| 1  | 16 mars      | Mobil 1 12 Hours of Sebring                                | Sebring International Raceway  | Sebring      | Floride, États-Unis     |
| 2  | 20 avril     | American Le Mans Series at Long Beach (2H)                 | Circuit urbain de Long Beach   | Long Beach   | Californie, États-Unis  |
| 3  | 11 mai       | American Le Mans Monterey (4H)                             | Circuit de Laguna Seca         | Monterey     | Californie, États-Unis  |
| 4  | 6 juillet    | American Le Mans Northeast Grand Prix (2H45)               | Lime Rock Park                 | Lakeville    | Connecticut, États-Unis |
| 5  | 21 juillet   | Grand Prix of Mosport (2H45)                               | Circuit Mosport Park           | Bowmanville  | Ontario, Canada         |
| 6  | 11 août      | Orion Energy Systems 245 (2H45)                            | Road America                   | Elkhart Lake | Wisconsin, États-Unis   |
| 7  | 31 août      | ALMS Baltimore Grand Prix (2H)                             | Circuit urbain de Baltimore    | Baltimore    | Maryland, États-Unis    |
| 8  | 21 septembre | WEC 6 Heures du circuit des Amériques / ALMS Austin (2H45) | Circuit des Amériques          | Elroy (en)   | Texas, États-Unis       |
| 9  | 5 octobre    | American Le Mans Series at VIR (2H45)                      | Virginia International Raceway | Alton        | Virginie, États-Unis    |
| 10 | 19 octobre   | Petit Le Mans (1000 mi/10H)                                | Road Atlanta                   | Braselton    | Géorgie, États-Unis     |

## Résultats
Les vainqueurs du classement général de chaque manche sont inscrits en caractères gras.
| Manche | Circuit      | Équipe victorieuse P1                        | Équipe victorieuse P2                       | Équipe victorieuse PC                        | Équipe victorieuse GT                       | Équipe victorieuse GTC                            | Résultats |
| Manche | Circuit      | Pilotes victorieux P1                        | Pilotes victorieux P2                       | Pilotes victorieux PC                        | Pilotes victorieux GT                       | Pilotes victorieux GTC                            | Résultats |
| ------ | ------------ | -------------------------------------------- | ------------------------------------------- | -------------------------------------------- | ------------------------------------------- | ------------------------------------------------- | --------- |
| 1      | Sebring      | Audi Sport Team Joest                        | Level 5 Motorsports                         | PR1 Mathiesen Motorsports                    | Corvette Racing                             | Alex Job Racing                                   | Résultats |
| 1      | Sebring      | Marcel Fässler Benoît Tréluyer Oliver Jarvis | Scott Tucker Marino Franchitti Ryan Briscoe | David Cheng Mike Guasch David Ostella        | Oliver Gavin Richard Westbrook Tommy Milner | Cooper MacNeil Dion von Moltke Jeroen Bleekemolen | Résultats |
| 2      | Long Beach   | Muscle Milk Pickett Racing                   | Extreme Speed Motorsports                   | CORE Autosport                               | BMW Team RLL                                | NGT Motorsport                                    | Résultats |
| 2      | Long Beach   | Lucas Luhr Klaus Graf                        | Scott Sharp Guy Cosmo                       | Jonathan Bennett Colin Braun                 | Bill Auberlen Maxime Martin                 | Sean Edwards Henrique Cisneros                    | Résultats |
| 3      | Laguna Seca  | Muscle Milk Pickett Racing                   | Level 5 Motorsports                         | PR1 Mathiesen Motorsports                    | Corvette Racing                             | NGT Motorsport                                    | Résultats |
| 3      | Laguna Seca  | Lucas Luhr Klaus Graf                        | Scott Tucker Marino Franchitti              | Mike Guasch Luis Díaz                        | Jan Magnussen Antonio García                | Nick Tandy Henrique Cisneros                      | Résultats |
| 4      | Lime Rock    | Muscle Milk Pickett Racing                   | Level 5 Motorsports                         | RSR Racing                                   | BMW Team RLL                                | Flying Lizard Motorsports                         | Résultats |
| 4      | Lime Rock    | Lucas Luhr Klaus Graf                        | Scott Tucker Ryan Briscoe                   | Bruno Junqueira Duncan Ende                  | John Edwards Dirk Müller                    | Spencer Pumpelly Nelson Canache                   | Résultats |
| 5      | Mosport      | Muscle Milk Pickett Racing                   | Level 5 Motorsports                         | CORE Autosport                               | Corvette Racing                             | Alex Job Racing                                   | Résultats |
| 5      | Mosport      | Lucas Luhr Klaus Graf                        | Scott Tucker Marino Franchitti              | Jonathan Bennett Colin Braun                 | Oliver Gavin Tommy Milner                   | Cooper MacNeil Jeroen Bleekemolen                 | Résultats |
| 6      | Road America | Muscle Milk Pickett Racing                   | Level 5 Motorsports                         | RSR Racing                                   | SRT Motorsports                             | Flying Lizard Motorsports                         | Résultats |
| 6      | Road America | Lucas Luhr Klaus Graf                        | Scott Tucker Simon Pagenaud                 | Bruno Junqueira Duncan Ende                  | Marc Goossens Dominik Farnbacher            | Spencer Pumpelly Nelson Canache                   | Résultats |
| 7      | Baltimore    | Muscle Milk Pickett Racing                   | Level 5 Motorsports                         | Performance Tech Motorsports                 | Corvette Racing                             | Flying Lizard Motorsports                         | Résultats |
| 7      | Baltimore    | Lucas Luhr Klaus Graf                        | Marino Franchitti Guy Cosmo                 | Tristan Nunez Charlie Shears                 | Jan Magnussen Antonio García                | Dion von Moltke Seth Neiman                       | Résultats |
| 8      | Austin       | Muscle Milk Pickett Racing                   | Level 5 Motorsports                         | BAR1 Motorsports                             | Corvette Racing                             | TRG                                               | Résultats |
| 8      | Austin       | Lucas Luhr Klaus Graf                        | Scott Tucker Ryan Briscoe                   | Kyle Marcelli Chris Cumming                  | Jan Magnussen Antonio García                | Ben Keating Damien Faulkner                       | Résultats |
| 9      | Virginie     | Muscle Milk Pickett Racing                   | Level 5 Motorsports                         | BAR1 Motorsports                             | Risi Competizione                           | TRG                                               | Résultats |
| 9      | Virginie     | Lucas Luhr Klaus Graf                        | Scott Tucker Ryan Briscoe                   | Kyle Marcelli Chris Cumming                  | Olivier Beretta Matteo Malucelli            | Ben Keating Damien Faulkner                       | Résultats |
| 10     | Road Atlanta | Rebellion Racing                             | Level 5 Motorsports                         | BAR1 Motorsports                             | Team Falken Tire                            | Flying Lizard Motorsports                         | Résultats |
| 10     | Road Atlanta | Neel Jani Nicolas Prost Nick Heidfeld        | Scott Tucker Marino Franchitti Ryan Briscoe | Kyle Marcelli Chris Cumming Stefan Johansson | Bryan Sellers Wolf Henzler Nick Tandy       | Spencer Pumpelly Nelson Canache, Jr. Madison Snow | Résultats |